# Kristian Ranta
Pour les articles homonymes, voir Ranta.
Kristian Ranta, est le guitariste du groupe finlandais de death metal mélodique nommé Norther - très connu pour leur chanson, « Released », qui a atteint le « Top 5 »  finlandais. 
Ranta joue la guitare sur tous les albums du groupe, les plus récents étant Circle Regenerated (2011) et N (2008). De plus, il a chanté les paroles claires sur Solution 7 EP, Till Death Unites Us, the No Way Back EP et N. Il a formé un projet B expérimental nommé Gashouse Garden avec le batteur de Children of Bodom Jaska Raatikainen.
Kristian a aussi joué dans un film finlandais nommé Vares 2. Norther et Kristian ont composé la chanson thème du film qui s’appelle Frozen Angel.
Kristian est aussi le cofondateur et CEO d'une compagnie finlandaise qui traite de diabète appelé Mendor[source secondaire souhaitée].

## Discographie

### Norther
- Circle Regenerated (2011)
- N (2008) - CD
- No Way Back EP (2007) - EP
- Till Death Unites Us (2006) - CD
- Scream (2006) - CD Single
- Solution 7 EP (2005) - EP
- Spreading Death (2004) - DVD Single
- Death Unlimited (2004) - CD
- Spreading Death (2004) - CD Single
- Mirror of Madness (2003) - CD
- Unleash Hell (2003) - CD Single
- Dreams of Endless War (2002) - CD
- Released (2002) - CD Single
- Warlord (2000) - Demo

### Gashouse Garden
- un démo sans titre